# الرعاية الصحية في المملكة المتحدة
إن الرعاية الصحية في المملكة المتحدة أمر تفويضي تمتلك بواسطته كل من إنجلترا وأيرلندا الشمالية واسكتلندا وويلز أنظمتها الخاصة للرعاية الصحية الممولة من القطاع العام أو الممولة من قبل الحكومات والبرلمانات المنفصلة أو الممولة من الجهتين بالإضافة إلى مساهمة صغيرة القطاع الخاص والطوعي. ولهذا، تملك كل دولة سياسات وأولويات مختلفة، وتوجد حاليًا مجموعة متنوعة من الاختلافات بين هذه الأنظمة.
على الرغم من وجود خدمات صحية منفصلة لكل بلد، يمكن قياس أداء هيئة الخدمات الصحية الوطنية في جميع أنحاء المملكة المتحدة لغرض إجراء مقارنات دولية. في تقرير عام 2017 الصادر عن صندوق الكومنولث لتصنيف أنظمة الرعاية الصحية في الدول المتقدمة، صُنِّفَت المملكة المتحدة على أنها أفضل نظام رعاية صحية في العالم بشكل عام، وصُنِّفَت على أنها الأفضل في الفئات التالية: عملية الرعاية (أي فعالة وآمنة ومُنَسَّقة وموجَّهة لحالة كل مريض) والعدل. صُنِّفَ نظام المملكة المتحدة على أنه الأفضل في العالم بشكل عام في التقارير الثلاثة السابقة التي قدمها صندوق الكومنولث في أعوام 2007 و2010 و2014. صُنِّفَت الرعاية التلطيفية في المملكة المتحدة أيضًا على أنها الأفضل في العالم من قبل وحدة الاستخبارات الاقتصادية. من ناحية أخرى، تخلفت معدلات النجاة من السرطان في الفترة 2005- 2009 عشر سنوات عن بقية أوروبا، على الرغم من استمرارها في الارتفاع.
في عام 2015، كانت المملكة المتحدة في المرتبة 14 (من أصل 35) في مؤشر المستهلك الصحي الأوروبي السنوي. وقد انتُقِدَت بسبب صعوبة الوصول إليها وبسبب ثقافة الإدارة الهرمية. وانتقد الأكاديميون المؤشر كذلك.
بلغ إجمالي الإنفاق على الرعاية الصحية كنسبة من الناتج المحلي الإجمالي في عام 2013 نحو 8.5%، وذلك أقل من متوسط منظمة التعاون الاقتصادي والتنمية البالغ 8.9%، وأقل بكثير من الاقتصادات المماثلة مثل فرنسا (10.9%) وألمانيا (11.0%) وهولندا (11.1%) وسويسرا (11.1%) والولايات المتحدة (16.4%). كانت النسبة المئوية للرعاية الصحية المقدمة مباشرةً من الدولة أعلى من معظم الدول الأوروبية؛ فهي تملك رعاية صحية قائمة على التأمين، لكنها توفر الرعاية لأولئك الذين لا يستطيعون تحمل تكاليف التأمين. في عام 2017، أنفقت المملكة المتحدة 2989 جنيهًا إسترلينيًا للشخص الواحد على الرعاية الصحية، وهذا ثاني أدنى معدل إنفاق في مجموعة السبعة، ولكنه حول المتوسط بالنسبة لأعضاء منظمة التعاون الاقتصادي والتنمية. تدّعي هيئة الخدمات الصحية الوطنية أنها نظام الرعاية الصحية الأكثر كفاءة في العالم. وتقول بيانات منظمة التعاون الاقتصادي والتنمية لعام 2018 -التي تضمنت جزءًا مما تصنفه المملكة المتحدة رعاية اجتماعية- إن المملكة المتحدة أنفقت 3121 جنيهًا إسترلينيًا للفرد وفرنسا 3471 جنيهًا إسترلينيًا وأستراليا 3892 جنيهًا إسترلينيًا وألمانيا 4057 جنيهًا إسترلينيًا والسويد 4877 جنيهًا إسترلينيًا.
قد يملك انسحاب المملكة المتحدة من الاتحاد الأوروبي تأثيرًا على الرعاية الصحية إن تم ذلك دون عقد اتفاق يحدد العلاقة بين المملكة والاتحاد. إذ تتنبأ بعض التكهنات بتأثر إمدادات الأدوية إلى المملكة المتحدة. كإجراء وقائي، طلبت الحكومة من شركات الأدوية تخزين أدوية مدة ستة أسابيع واتخاذ الترتيبات اللازمة لتخزينها.

## الخصائص المشتركة
تستخدم أنظمة هيئة الخدمات الصحية الوطنية الممارسين العامين لتوفير الرعاية الصحية الأولية ولإحالة المرضى لتلقي خدمات إضافية حسب الضرورة. تقدم المستشفيات بعد ذلك المزيد من الخدمات المتخصصة، بما في ذلك رعاية المرضى الذين يعانون من أمراض نفسية، بالإضافة إلى الوصول المباشر إلى أقسام الحوادث والطوارئ. إن صيدليات المجتمع تابعة للقطاع الخاص ولكنها تملك عقودًا مع الخدمات الصحية المعنية لتوفير الأدوية التي تتطلب وصفة طبية.
يوفر نظام الرعاية الصحية العامة أيضًا خدمات إسعاف مجانية (في نقطة الخدمة) لحالات الطوارئ، وعندما يحتاج المرضى إلى النقل المتخصص باستخدام فرق إسعاف مدربة أو عندما لا يسمح وضع المرضى بنقلهم إلى المنزل عن طريق وسائل النقل العام. تدعم هذه الخدمات بشكل عام خدمات إسعاف طوعية عند الضرورة (مثل: الصليب الأحمر البريطاني وجمعية إسعاف سانت أندروز وسيارة سانت جون). بالإضافة إلى ذلك، يوفر الإسعاف الإسكتلندي خدمة نقل المرضى عن طريق الجو في اسكتلندا وأماكن أخرى عبر مروحيات النقل الجوي الإسعافي (التي تعمل أحيانًا بالاشتراك مع مروحيات الشرطة المحلية) في جميع أنحاء إنجلترا وويلز.
في بعض الحالات، يتوفر النقل الجوي الإسعافي بواسطة الطائرات البحرية والعسكرية وأي نوع مناسب أو متاح. لا يمكن لأطباء الأسنان فرض رسوم على مرضى هيئة الخدمات الصحية الوطنية إلا ضمن مجال محدد من الأسعار تضعه الهيئة في كل بلد. لا يتلقى المرضى الذين يختارون العلاج بشكل خاص أي تمويل من هيئة الخدمات الصحية الوطنية للعلاج. يأتي حوالي نصف دخل أطباء الأسنان في إنجلترا من تعاقدهم مع هيئة الخدمات الصحية الوطنية، ولكن لا يختار جميع أطباء الأسنان العمل مع هيئة الخدمات الصحية الوطنية.
عند شراء الأدوية، تتمتع هيئة الخدمات الصحية الوطنية بقوة سوقية كبيرة تؤثر بناءً على تقييمها العادل الخاص للأدوية على السعر العالمي، ما يحافظ عادةً على انخفاض الأسعار. تنسخ العديد من البلدان الأخرى نموذج المملكة المتحدة أو تعتمد بشكل مباشر على تقييمات بريطانيا لقراراتها الخاصة بشأن تعويضات الأدوية التي تمولها الدولة.

### الطب الخاص
يدفع المرضى أو شركات التأمين الخاصة بهم مقابل العلاج في الطب الخاص، وذلك يُشكِّل سوقًا متخصصة في المملكة المتحدة. توفر بعض مستشفيات هيئة الخدمات الصحية الوطنية هذا النوع من الخدمات، وقد يتعاقد مزودو القطاع الخاص أيضًا مع هيئة الخدمات الصحية الوطنية -خاصة في إنجلترا- لتقديم العلاج لمرضى هيئة الخدمات الصحية الوطنية، خاصةً في أمراض الصحة النفسية والجراحات المُجدوَلة.
يسافر بعض المرضى للخارج لتلقي العلاج. في عام 2014، ذهب حوالي 48000 شخص إلى الخارج للعلاج وحوالي 144000 في عام 2016. يحدث ذلك بسبب طول أوقات الانتظار ضمن مشافي هيئة الخدمات الصحية الوطنية، ولكنه يشمل أيضًا المهاجرين الذين قد يعودون إلى وطنهم لتلقي العلاج، وخاصةً في حالات الولادة. ويشمل ذلك أيضًا خدمات الخصوبة وطب الأسنان والجراحات التجميلية التي قد لا تكون متاحة ضمن منشآت هيئة الخدمات الصحية الوطنية.

## الرعاية الصحية في إنجلترا

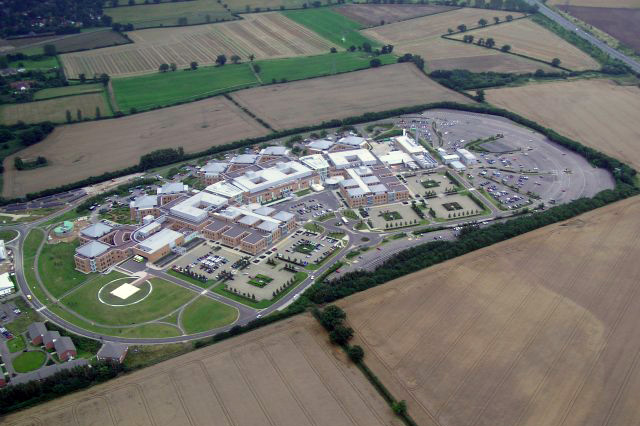
مستشفى نورفولك ونورويتش الجامعي التابع لهيئة الخدمات الصحية الوطنية.

تتوفر معظم الرعاية الصحية في إنجلترا من قبل هيئة الخدمات الصحية الوطنية الإنجليزية ونظام الرعاية الصحية الإنجليزي الممول شعبيًا والذي يمثل معظم ميزانية وزارة الصحة والرعاية الاجتماعية (122.5 مليار جنيه إسترليني في 2017- 2018).

## العمل
في أبريل 2013، بموجب شروط قانون الرعاية الصحية والاجتماعية لعام 2012، أُعيد تنظيم هيئة الخدمات الصحية الوطنية إداريًا. أُلغيَت حينها صناديق الرعاية الأولية والسلطات الصحية الاستراتيجية، واستُبدِلَت بمجموعات العمل السريري. تقوم مجموعات العمل السريري الآن بتحديد معظم خدمات هيئة الخدمات الصحية الوطنية بالمستشفيات والمجتمعات المحلية في المناطق المحلية المسؤولة عنها. يتضمن ذلك تحديد الخدمات التي قد يحتاجها السكان، وضمان توفير هذه الخدمات.
تشرف هيئة الخدمات الصحية الوطنية الإنجليزية على مجموعات العمل السريري المعروفة رسميًا باسم مجلس عمل هيئة الخدمات الصحية الوطنية الذي أُنشِئَ في 1 أكتوبر عام 2012 كهيئة عامة تنفيذية غير إدارية. تتحمل هيئة الخدمات الصحية الوطنية الإنجليزية أيضًا مسؤولية عمل خدمات الرعاية الأولية والممارسين العامين واختصاصيي البصريات وهيئة الخدمات الصحية الوطنية لطب الأسنان بالإضافة إلى بعض خدمات المستشفيات المتخصصة. تشمل الخدمات الأطباء الممارسين العامين (معظمهم من القطاع الخاصة الذي يعمل بموجب عقد مع هيئة الخدمات الصحية الوطنية) والتمريض المجتمعي والعيادات المحلية وخدمات الصحة النفسية.
صناديق التمويل هي منشآت تابعة لهيئة الخدمات الصحية الوطنية تقدم خدمات الرعاية الصحية. توافق صناديق التمويل على تقديم رأس المال ومشاريع الرعاية الصحية الأخرى في منطقتهم. تقدّم صناديق هيئة الخدمات الصحية الوطنية الرعاية وتُنفَق الأموال المخصصة من قِبَل مجموعات العمل السريري. يمكن للرعاية الثانوية (تسمى أحيانًا الرعاية الصحية الحادة) أن تكون رعاية اختيارية أو رعاية طارئة، وقد يكون مقدمو الرعاية في القطاع العام أو الخاص.